# Mar de Camotes
El mar de Camotes (en inglés, Camotes Sea) es uno de los mares interiores del archipiélago filipino, un pequeño mar parte del mar de Filipinas (y a su vez parte del océano Pacífico), ubicado en el grupo de las islas Bisayas. 
Administrativamente, sus aguas y costas pertenecen a Filipinas, a las regiones de Bisayas Centrales (región VII) (provincias de Bohol y Cebú) y Bisayas Orientales (región VIII) (provincia de Leyte).
El nombre del mar deriva del grupo de islas que se encuentran en él, las homónimas islas Camotes, cuyo nombre deriva a su vez de camotes, una palabra usada por los españoles para las batatas (de origen mexicano, del náhuatl, camohtli).

## Geografía
Está bordeado por las siguientes islas: Leyte, en el norte y este; Bohol, en el sur; y Cebú, en el oeste. El mar de Camotes está conectado con otros pequeños mares interiores del archipiélago: al noroeste, con el mar de Bisayas; al sur, con el mar de Bohol, a través del canal de Canigao y el estrecho de Cebú. En este mar se sitúan las homónimas islas Camotes y la isla de Mactán.
Las principales ciudades de la zona son Ormoc City  (177 524 hab. en 2007) y Baybay (102 526  hab.), en la provincia de Leyte, y Cebú (798.809 hab.), en la provincia de Cebú.